# کارین ۸۳۲

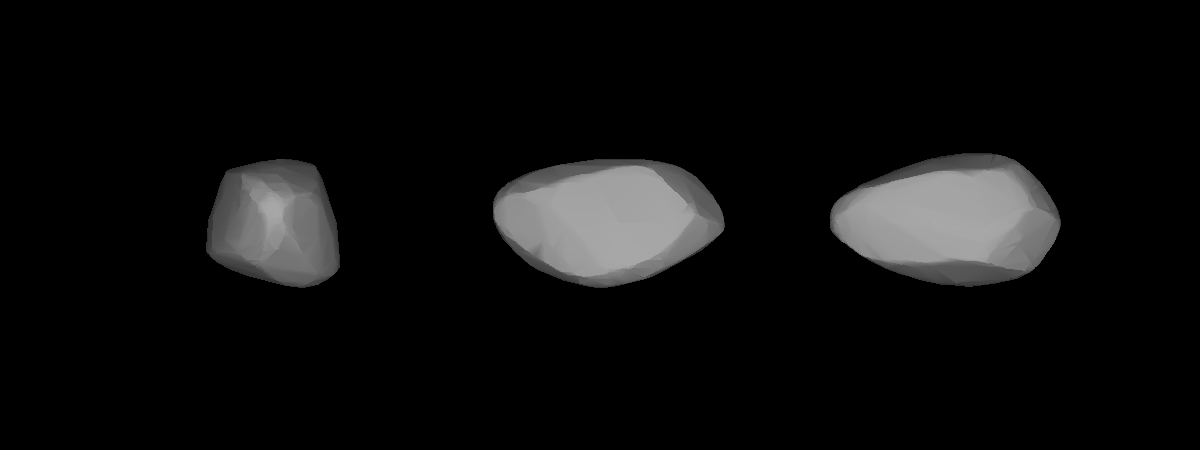
مدل سه‌بُعدی سیارک کارین ۸۳۲ بر اساس منحنی نور آن

سیارک ۸۳۲ (به انگلیسی: 832 Karin، نامگذاری:1916AB) هشتصد و سی و دومین سیارک کشف شده‌است که در ۲۰ سپتامبر ۱۹۱۶ و در هایدلبرگ کشف شد.
قدر مطلق سیارک برابر ۱۱٫۱۸ است.